# Carolina Panthers
Carolina Panthers je profesionalni klub američkog nogometa koji se natječe u NFL ligi. Sjedište im je u gradu Charlotte u Sjevernoj Carolini. Osnovani su 1993. godine i članovi su južne divizije NFC konferencije. Najveći uspjeh im je pojavljivanje u Super Bowlu 2003. godine. Svoje domaće utakmice igraju na Bank of America Stadiumu.

## Povijest kluba

### Počeci
Panthersi su osnovani 1993. godine nakon odluke NFL lige o proširenju. Tako su postali 29. član lige, prvi novi član od 1976. kada su u ligu ušli Seattle Seahawksi i Tampa Bay Buccaneersi. Panthersi su 1995. predvođeni trenerom Domom Capersom odigrali svoju prvu sezonu, i to u zapadnoj diviziji NFC konferencije. Završili su na 4. mjestu (od 5 ekipa u diviziji) s omjerom 7-9. To je ujedno bio i najbolji omjer pobjeda i poraza neke momčadi u prvoj sezoni u povijesti NFL-a. Već u sljedećoj sezoni Panthersi su imali 12 pobjeda te se tako plasirali u doigravanje. Tamo su ih u prvoj utakmici čekali Dallas Cowboysi, osvajači Super Bowla iz prethodne godine, koje su Panthersi pobijedili rezultatom 26:17. Tom pobjedom su došli do konferencijskog finala gdje su poraženi 30:13 od budućih prvaka Green Bay Packersa predvođenih Brettom Favreom. Dvije gubitničke sezone nakon toga dovele su do otpuštanja trenera Capersa kojeg je zamijenio George Seifert. On je vodio momčad tri sezone, u posljednjoj (sezona 2001.) momčad je pobijedila samo jednom, te je i Seifert opušten.

### Era Johna Foxa
Momčad je 2002. preuzeo dotadašnji koordinator obrane New York Giantsa John Fox. Panthersi su te sezone prebačeni u južnu diviziju NFC konferencije. Unatoč dobroj igri u obrani, Foxova prva sezona je završena sa 7 pobjeda i 9 poraza, te momčad nije ušla u doigravanje. Do velikog poboljšanja je došlo već iduće godine kada su Panthersi osvojili diviziju s 11 pobjeda. U playoffu su redom pobijeđivali Dallas Cowboyse (29:10), St. Louis Ramse (29:23 nakon dva produžetka) i u konferencijskom finalu Philadelphia Eaglese (14:3). U finalnoj utakmici čekao ih je quarterback Tom Brady sa svojim New England Patriotsima. U dotad najgledanijem Super Bowlu u povijesti (i po mnogim ocjenama sportskih novinara jednom od najboljih i najuzbudljivijih finala), Patriotsi su pobijedili rezultatom 32:29 i tako osvojili svoj drugi naslov u zadnje tri sezone. 
Nakon jedne slabije sezone, Panthersi se vraćaju u formu 2005., kada na krilima wide receivera Stevea Smitha opet ulaze u doigravanje. Nakon pobjeda u doigravanju nad New York Giantsima i Chicago Bearsima, Panthersi su ušli u konferencijsko finale gdje gube od Seattle Seahawksa rezultatom 34:14.
Iduće pojavljivanje u playoffu morali su čekati tri godine. Nakon dvije osrednje sezone, 2008. završavaju s 12 pobjeda i osvajanjem divizije, ali gube odmah u prvoj utakmici doigravanja od Arizona Cardinalsa (33:13). Panthersi 2009. imaju još jednu osrednju sezonu (omjer 8-8), ali zato sezonu 2010. završavaju katastrofalnim učinkom od samo dvije pobjede. Taj učinak im donosi prvi pick idućeg NFL drafta, na kojem u prvoj rundi biraju quarterbacka Cama Newtona.

### Ron Rivera i Cam Newton
Loša sezona donijela je Carolini i smjenu trenera. Fox 2011. dobiva otkaz, a momčad preuzima Ron Rivera. Prve dvije sezone Rivera završava gubitničkim omjerom, ali se počinju nazirati pomaci nabolje. Newton je 2011. proglašen najboljim rookie napadačkim igračem sezone, a godinu kasnije još jedan pick Panthersa iz prve runde drafta dobiva sličnu nagradu - linebacker Luke Kuechly postaje najbolji rookie obrambeni igrač. Panthersi 2013. osvajaju diviziju s 12 pobjeda i ulaze u doigravanje prvi put nakon 2008.

## Učinak po sezonama od 2008.
| Sezona | Liga | Konferencija | Divizija | Regularni dio sezone | Regularni dio sezone | Regularni dio sezone | Regularni dio sezone | Uspjeh u doigravanju         |
| Sezona | Liga | Konferencija | Divizija | Poz.                 | Pob.                 | Por.                 | Ner.                 | Uspjeh u doigravanju         |
| ------ | ---- | ------------ | -------- | -------------------- | -------------------- | -------------------- | -------------------- | ---------------------------- |
| 2008.  | NFL  | NFC          | Jug      | 1.                   | 12                   | 4                    | 0                    | poraženi u divizijskoj rundi |
| 2009.  | NFL  | NFC          | Jug      | 3.                   | 8                    | 8                    | 0                    |                              |
| 2010.  | NFL  | NFC          | Jug      | 4.                   | 2                    | 14                   | 0                    |                              |
| 2011.  | NFL  | NFC          | Jug      | 3.                   | 6                    | 10                   | 0                    |                              |
| 2012.  | NFL  | NFC          | Jug      | 2.                   | 7                    | 9                    | 0                    |                              |
| 2013.  | NFL  | NFC          | Jug      | 1.                   | 12                   | 4                    | 0                    | poraženi u divizijskoj rundi |
| 2014.  | NFL  | NFC          | Jug      | 1.                   | 7                    | 8                    | 1                    | poraženi u divizijskoj rundi |
| 2015.  | NFL  | NFC          | Jug      | 1.                   | 15                   | 1                    | 0                    | poraženi u Super Bowlu 50    |
| 2016.  | NFL  | NFC          | Jug      | 4.                   | 6                    | 10                   | 0                    |                              |
| 2017.  | NFL  | NFC          | Jug      | 2.                   | 11                   | 5                    | 0                    | poraženi u wild-card rundi   |
| 2018.  | NFL  | NFC          | Jug      | 3.                   | 7                    | 9                    | 0                    |                              |